# 1935 en sport

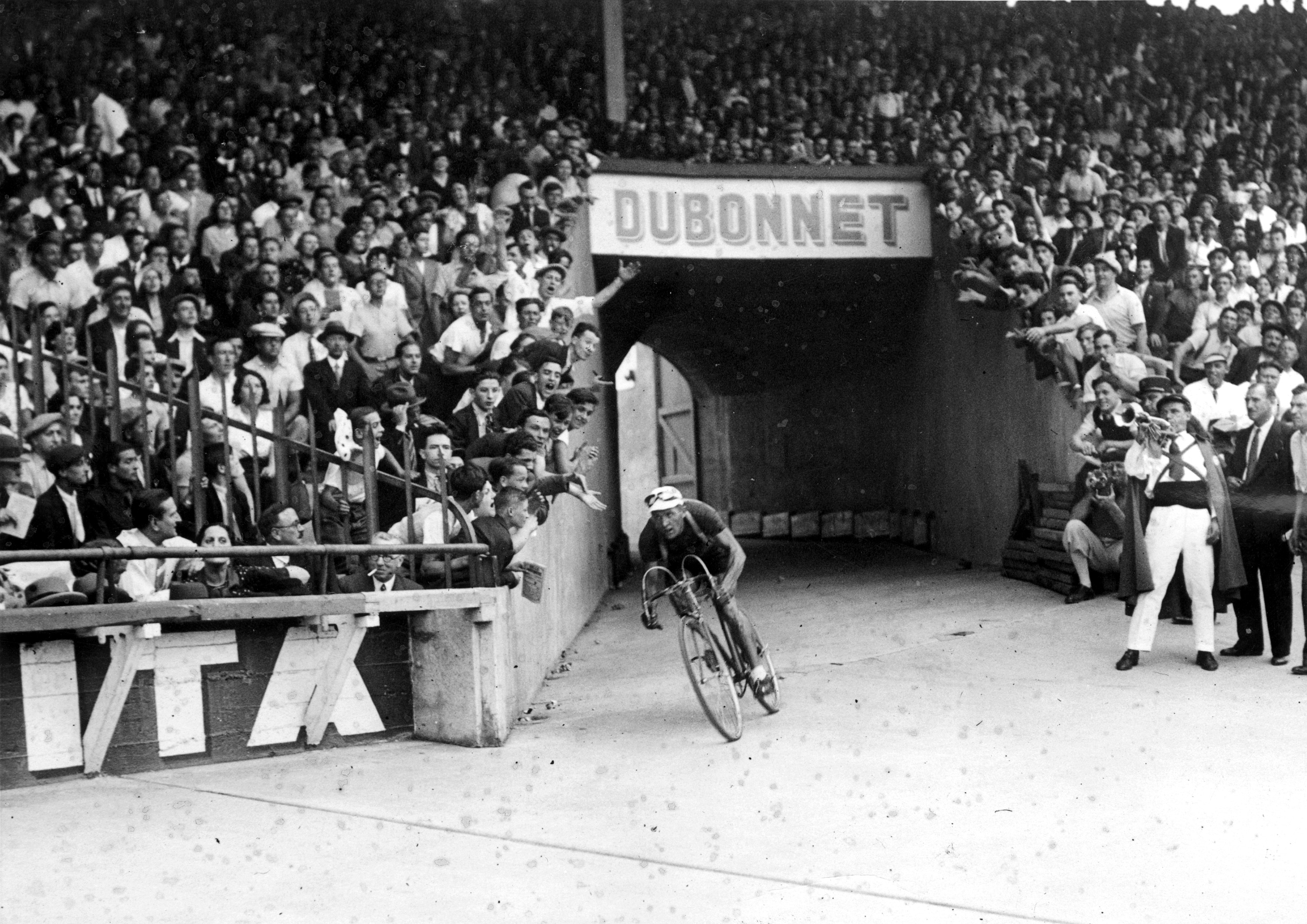

Cet article présente les faits marquants de l'année 1935 en sport.

## Athlétisme
- 25 mai : à Ann Arbor (Michigan), l'athlète américain Jesse Owens, bat ou égale six records du monde en l'espace d'une heure : 100 yards, saut en longueur, courses de 220 yards, 200 mètres, 220 yards haies et 200 mètres haies.

## Automobile
- Le Français Charles Lahaye remporte le Rallye automobile Monte-Carlo sur une Renault.
- 24 heures du Mans : Lagonda gagne les 24H avec les pilotes John Hindmarsh et Luis Fontés.
- Le pilote allemand Rudolf Caracciola est champion d'Europe des pilotes de "Formule".
- 7 octobre : le pilote britannique John Cobb, au volant de sa Napier-Railton 24L, bat le record du tour sur piste aux 500 miles de Brooklands, à 230,84 km/h

## Baseball
- Les Tigers de Detroit remportent la Série mondiale face aux Cubs de Chicago.
- Babe Ruth prend sa retraite. Il finit avec 714 coups de circuit en carrière.

## Basket-ball
- La Lettonie remporte le premier championnat d'Europe
- Le CA Mulhouse champion de France.

## Boxe
- 13 juin : James J. Braddock devient le nouveau champion du monde des poids lourds en battant Max Baer aux points en 15 rounds à Long Island.

## Cyclisme
- Premier emploi du terme Cyclo-cross.
- 21 avril : Le Belge Gaston Rebry s’impose sur le Paris-Roubaix.
- 29 avril - 15 mai, premier Tour d'Espagne : il voit la victoire du Belge Gustaaf Deloor devant l'Espagnol Mariano Cañardo et le Belge Antoine Dignef.
- 18 mai - 9 juin, Tour d'Italie : l'Italien Vasco Bergamaschi l'emporte devant ses compatriotes Giuseppe Martano et Giuseppe Olmo.
- 4 juillet - 28 juillet, Tour de France : le Belge Romain Maes s’impose devant l’Italien Ambrogio Morelli et le Belge Félicien Vervaecke.
  - Article détaillé : Tour de France 1935
- 18 août : Le Belge Jean Aerts s’impose sur le Championnat du monde sur route de course en ligne.

## Football
- 27 janvier : l'équipe d'Uruguay remporte la Copa América.
- Les Rangers sont champions d’Écosse.
- Arsenal est champion d’Angleterre.
- 20 avril : Rangers remporte la Coupe d’Écosse face à Hamilton Academical, 2-1.
- 27 avril : Sheffield Wednesday remporte la Coupe d’Angleterre en s’imposant en finale face à West Bromwich Albion, 4-2.
- 5 mai : l’Olympique de Marseille remporte la Coupe de France face au Stade rennais, 3-0.
- 12 mai : le FC Sochaux champion de France.
- 25 mai : le Rapid de Vienne est champion d'Autriche
- La Royale Union Saint-Gilloise est championne de Belgique de football.
- Le Real Betis Séville est champion d’Espagne.
- Schalke 04 est champion d’Allemagne.
- Le PSV Eindhoven est champion des Pays-Bas.
- Lausanne Sports est champion de Suisse.
- 2 juin : le Juventus est championne d’Italie.
- 30 juin : le FC Séville remporte la Coupe d'Espagne en s'imposant 3-0 face au Centre d'Esports Sabadell.
- 18 décembre : Boca Juniors est champion d'Argentine.
  - Article détaillé : 1935 en football

## Football américain
- 15 décembre : Detroit Lions champion de la National Football League. Article détaillé : Saison NFL 1935.

## Football canadien
- Coupe Grey : Pegs de Winnipeg 18, Tigers de Hamilton 12.

## Golf
- Le Britannique Alfred Perry remporte le British Open.
- L’Américain Sam Parks jr remporte l’US Open.
- L’Américain Johnny Revolta remporte le tournoi de l’USPGA.
- L’Américain Gene Sarazen remporte le tournoi des Masters.

## Hockey sur glace
- Les Maroons de Montréal remportent la Coupe Stanley.
- Le Stade français est champion de France.
- HC Davos champion de Suisse.
- Le Canada remporte le championnat du monde.

## Joute nautique
- Vincent Cianni remporte le Grand Prix de la Saint-Louis à Sète.

## Moto
- Bol d'or : le Français Boura gagne sur une Velocette.

## Rugby à XIII
- Villeneuve-sur-Lot champion de France.
- 5 mai : à Toulouse, Lyon-Villeurbanne remporte la Coupe de France face au XIII Catalan 22-7.

## Rugby à XV
- L’Irlande remporte le Tournoi.
- Biarritz olympique est champion de France.
- Le Lancashire champion d’Angleterre des comtés.

## Ski alpin
- Championnats du monde à Mürren (Suisse) : l'Autriche remporte 5 médailles, dont 3 d'or.

## Tennis
- Championnat de tennis d'Australie :
  - L'Australien Jack Crawford s’impose en simple hommes.
  - La Britannique Dorothy Round s’impose en simple femmes.
- Tournoi de Roland-Garros :
  - Le Britannique Fred Perry s’impose en simple hommes.
  - L’Allemande Hilde Sperling s’impose en simple femmes.
- Tournoi de Wimbledon :
  - Le Britannique Fred Perry s’impose en simple hommes.
  - L’Américaine Helen Wills s’impose en simple femmes.
- Championnat des États-Unis :
  - L’Américain Wilmer Allison s’impose en simple hommes.
  - L’Américaine Helen Jacobs s’impose en simple femmes.
- Coupe Davis : l'équipe de Grande-Bretagne bat celle des É.-U. : 5 - 0.

## Naissances
- 4 janvier : Floyd Patterson, boxeur américain, champion olympique aux Jeux d'Helsinki en 1952, champion du monde des poids lourds († 11 mai 2006).
- 24 janvier : Eric Ashton, joueur de rugby à XIII britannique. († 20 mars 2008).
- 25 janvier : Werner Schley, joueur suisse de football. († 30 mai 2007).
- 5 février : Jack Findlay, pilote de vitesse moto australien. († 19 mai 2007).
- 19 mars : Gilbert Bozon, nageur français. († 21 juillet 2007).
- 21 mars : Brian Clough, footballeur, puis entraîneur anglais de football. († 20 septembre 2004).
- 22 mars : Gene Oliver, joueur américain des ligues majeures de baseball. († 3 mars 2007).
- 17 avril : Lamar Lundy, joueur américain de football U.S. († 24 février 2007).
- 12 juin : Henk van Brussel, footballeur néerlandais. († 9 octobre 2007).
- 11 juillet : Woody Sauldsberry, joueur américain de basket-ball. († 3 septembre 2007).
- 25 juillet : Larry Sherry, joueur de baseball américain. († 17 décembre 2006).
- 10 août : André Moulon, footballeur français. († 14 avril 2009).
- 3 septembre : Hans Sturm, footballeur allemand. († 24 juin 2007).
- 30 septembre : Juan Carlos Tacchi, footballeur argentin. († 8 septembre 2007).
- 2 octobre : Omar Sivori, footballeur argentin. († 17 février 2005).
- 19 novembre : Toni Sailer, skieur autrichien. († 24 août 2009).
- 16 décembre : Nelson Pessoa, cavalier brésilien.

## Décès
- 10 janvier : Teddy Flack, athlète et joueur de Tennis australien, champion olympique sur 800 et 1 500m. aux Jeux olympiques d'été de 1896 à Athènes (Grèce). (° 5 novembre 1873).
- 21 août : John Hartley, joueur de tennis britannique, vainqueur à deux reprises du Tournoi de Wimbledon, en 1879 et 1880. (° 9 janvier 1849).